# Werner Schulze-Erdel

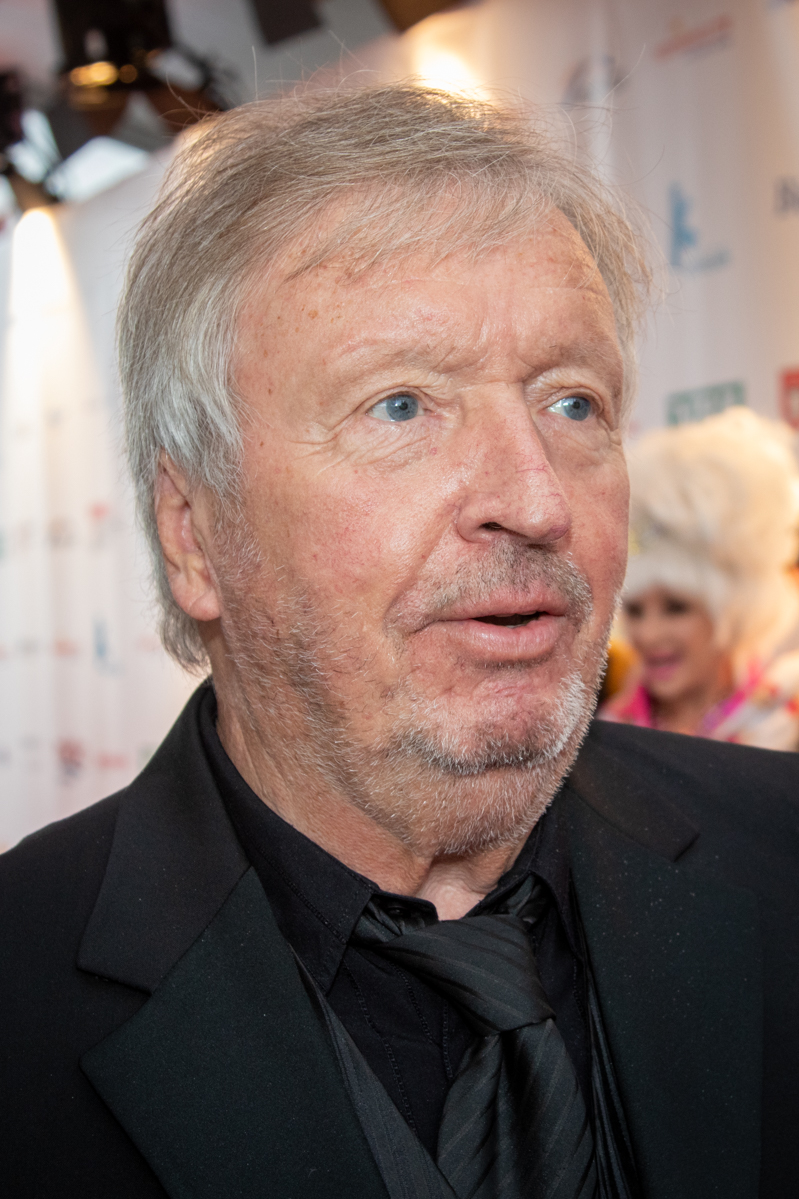
Werner Schulze-Erdel (2021)

Heinz Werner Schulze-Erdel (* 2. Mai 1948 in Münster) ist ein deutscher Moderator und Schauspieler.

## Leben
Von 1972 bis 1975 absolvierte Werner Schulze-Erdel die Schauspielschule Bochum. Es folgten Engagements am Bochumer Schauspielhaus, an den Münchner Kammerspielen und am Residenztheater in München. 1978 wurde er als Teil der Gimmicks zum ersten Mal von einer breiteren Öffentlichkeit wahrgenommen.
1980 spielte er in der Tatort-Folge Kein Kinderspiel in einer Nebenrolle einen Obdachlosen.
1982 spielte er in der Tatort-Folge Tatort: Tod auf dem Rastplatz in einer Nebenrolle einen Studenten.
1984 startete er seine Moderatorenkarriere bei dem Fernsehsender musicbox. 1986 wurde er Programmdirektor eines bayerischen privaten Rundfunksenders, 1987 führte er durch die RTL-plus-Sendung Ein Tag wie kein anderer, ab 1988 moderierte er 1032 Folgen der Spielshow Ruck Zuck auf Tele 5. 1992 führte er bei RTL plus durch die Sendung Showmaster.
Seine Popularität gründete sich jedoch vor allem auf die tägliche RTL-Gameshow Familien-Duell, von der er von 1992 bis 2003 insgesamt 2700 tägliche Sendungen sowie zahlreiche Spezialausgaben moderierte.
Ein besonderes Medienereignis, aber ein Flop, wurde die von ihm moderierte Sendung Ich heirate einen Millionär (2001), bei der sich später herausstellte, dass das Gewinnerpaar, das von Schulze-Erdel aufwändig verkuppelt worden war, bereits vorher liiert war.
Neben seiner Tätigkeit als Moderator wirkte Schulze-Erdel im erlernten Beruf als Schauspieler in mehr als 50 Fernsehfilmen mit.
Zudem war er in der Bayernliga zwischen 1982 und 1991 Stadionsprecher beim TSV 1860 München.
An seinem Geburtstag am 2. Mai 2018 lüftete er selbst das Geheimnis um sein richtiges Alter: Er wurde 70 Jahre alt und nicht erst 66. Da er zum damaligen Zeitpunkt eigentlich zu alt für die Schauspielschule war, hatte er seither bei seinem Alter gelogen.
In der „Prism is a Dancer“-Ausgabe vom 2. November 2018, einem ZDF-Ableger von „Neo Magazin Royale“, stand Erdel als Gameshow-Moderator in Familienduell-Manier erneut vor der Kamera. Er persiflierte seine alte Tätigkeit bei RTL in einer Pärchen-Version und gab gegenüber den Kandidaten scharfe Kommentare ab.
Schulze-Erdel ist verheiratet.

## Filmografie (Auswahl)
- 1976: Jörg Preda berichtet (Fernsehserie, Episodenrolle)
- 1977: Zeit der Bewährung (Fernsehfilm)
- 1980: Die unsterblichen Methoden des Franz Josef Wanninger (Fernsehserie, Episodenrolle)
- 1980: Nirgendwo ist Poenichen (Fernsehserie, Episodenrolle)
- 1978: Tatort: Schlußverkauf  (Fernsehfilm)
- 1980: Tatort: Kein Kinderspiel  (Fernsehfilm)
- 1981: Wie würden Sie entscheiden? (Fernsehreihe, Episodenrolle)
- 1982: Tatort: Tod auf dem Rastplatz  (Fernsehfilm)
- 1983: Monaco Franze – Der ewige Stenz (Fernsehserie, Episodenrolle)
- 1986: Detektivbüro Roth (Fernsehserie, Episodenrolle)
- 1986: Verkehrsgericht – Achtung Geisterfahrer (Gerichtssendung, Episodenrolle)
- 1987: Wunschpartner (Fernsehserie, Episodenrolle)
- 1993: Sylter Geschichten (Fernsehserie, Episodenrolle)
- 1993: Ein Schloß am Wörthersee (Fernsehserie, Episodenrolle)
- 1995: Tränen eines Siegers (Fernsehfilm)
- 1996: Guten Morgen, Mallorca (Fernsehserie)